# Beuna (Geiseltal)
Beuna (Geiseltal) – dzielnica miasta Merseburg w Niemczech, w kraju związkowym Saksonia-Anhalt, w powiecie Saale.
Beuna (Geiseltal) do 31 grudnia 2008 była samodzielną gminą, a do 30 czerwca 2007 należała do powiatu Merseburg-Querfurt, wspólnoty administracyjnej Merseburg.

## Geografia
Dzielnica położona jest w zachodniej części miasta.